# Богданівці (селище)
Богда́нівці — селище в Україні, у Хмельницькій міській громаді Хмельницького району Хмельницької області. Населення становить 1174 особи.

## Географія
Селище Богданівці розташоване на правому березі річки Південний Буг, вище за течією на відстані 0,5 км село Копистин, південніше від села розташовані Івашківці. Через селище проходить залізниця, тому тут розташовується станція Богданівці.

## Інфраструктура
У селищі працює Богданівецький комбінат хлібопродуктів. Для працівників підприємства у радянські часи було побудовано масив багатоповерхівок.
Також у Богданівцях працює Копистинський НВК, є декілька магазинів продовольчих та господарських товарів та аптека.

## Населення

### Мова
Розподіл населення за рідною мовою за даними перепису 2001 року:
| Мова            | Кількість | Відсоток |
| --------------- | --------- | -------- |
| українська      | 1124      | 95.74%   |
| російська       | 47        | 4.00%    |
| угорська        | 2         | 0.17%    |
| інші/не вказали | 1         | 0.09%    |
| Усього          | 1174      | 100%     |

## Відомі люди
- Колеша Володимир Анатолійович (* 1973) — старший сержант Збройних сил України, учасник російсько-української війни, кавалер ордена «За мужність» ІІІ ступеня. Проживає у селищі.

## Галерея

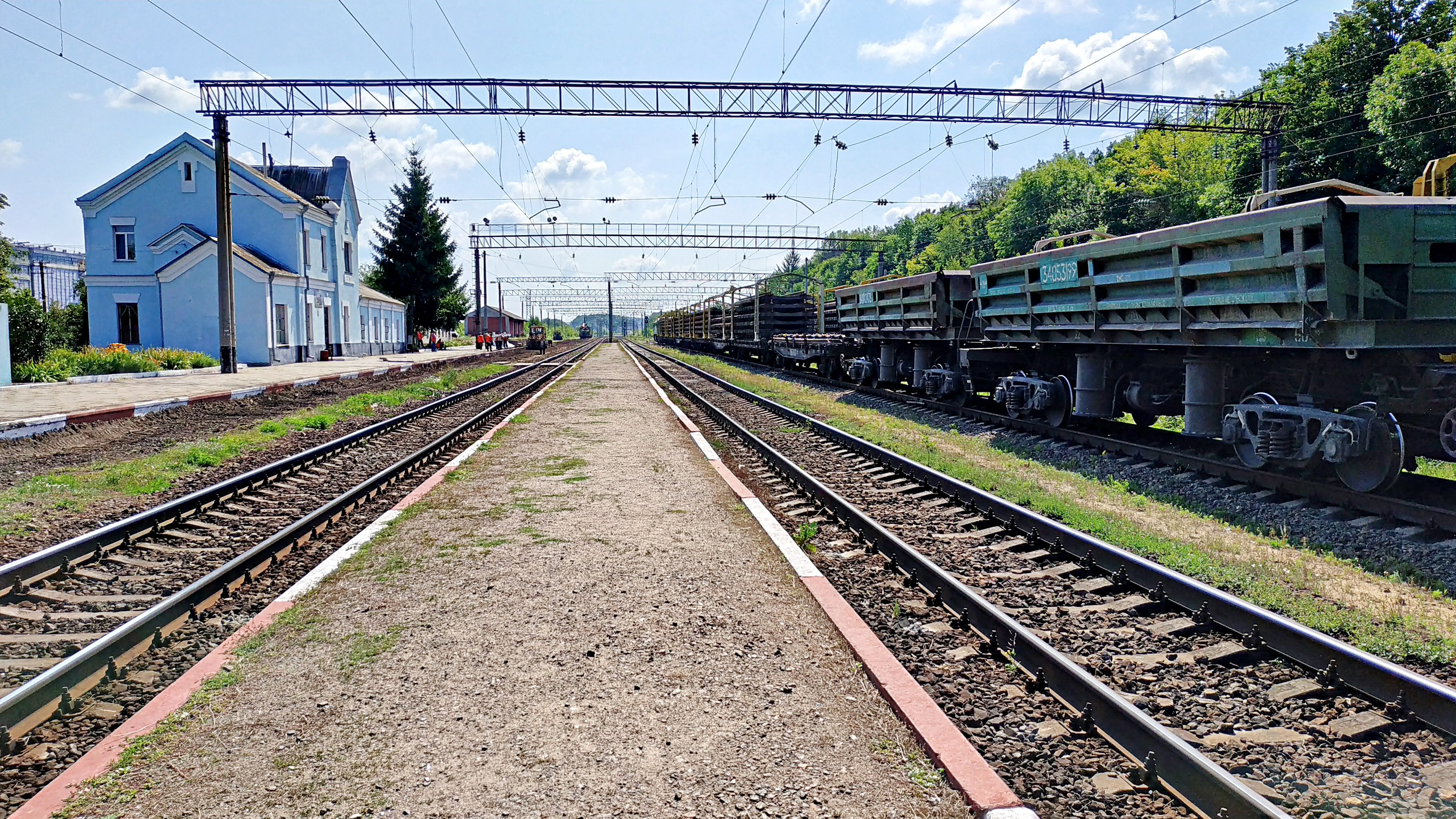
Залізнична станція Богданівці
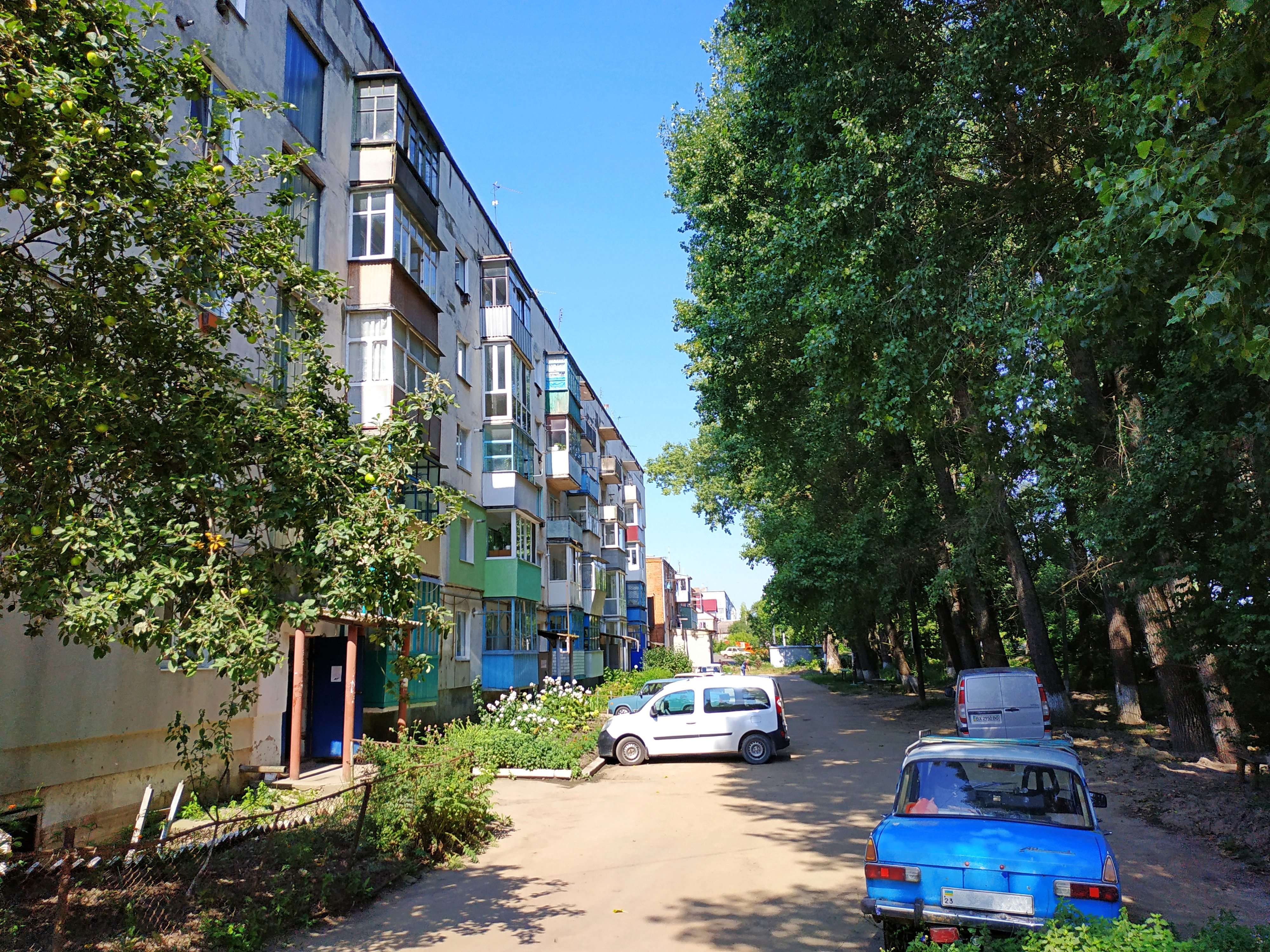
Житловий квартал в Богданівцях
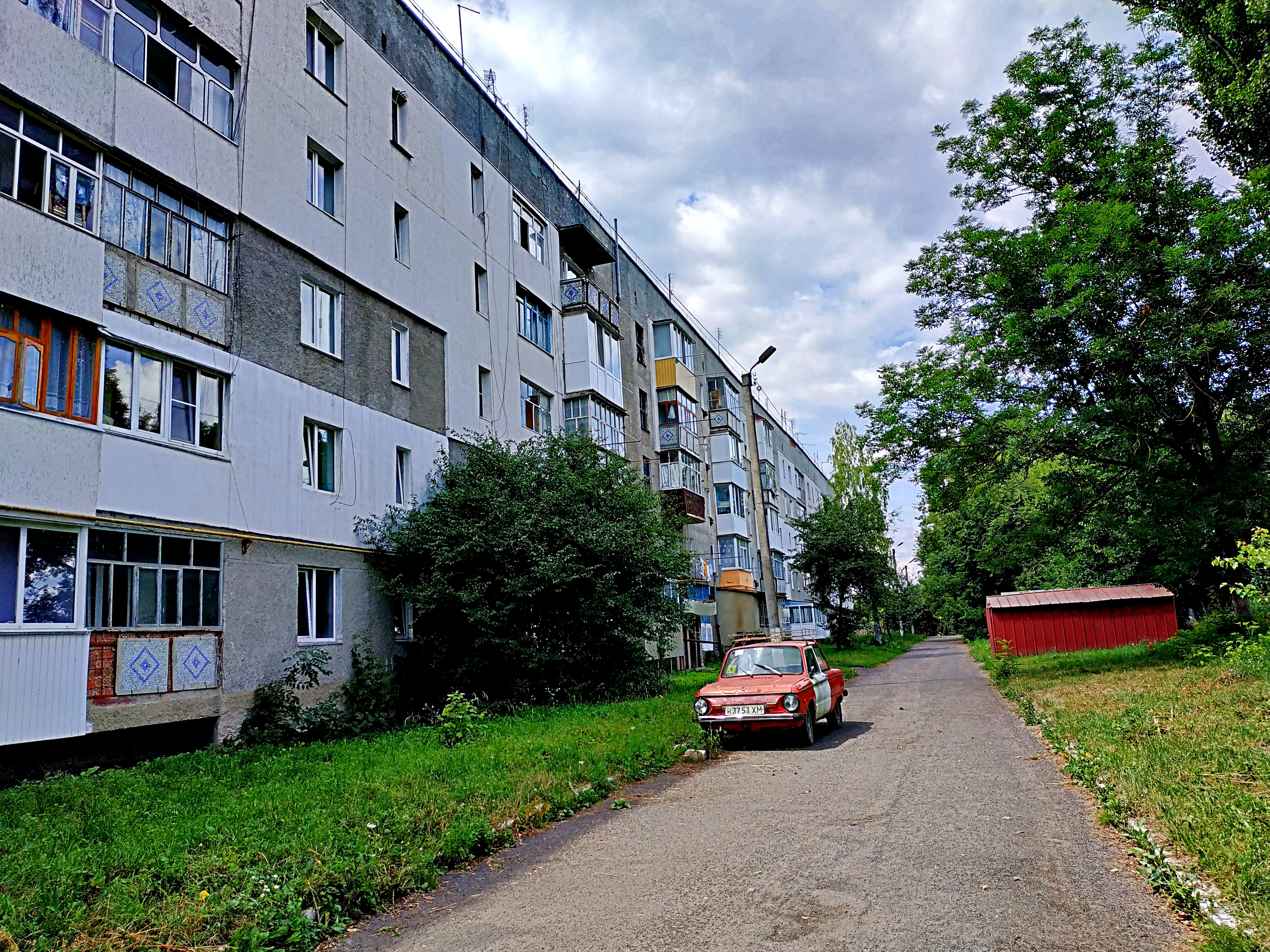
Житловий квартал в Богданівцях
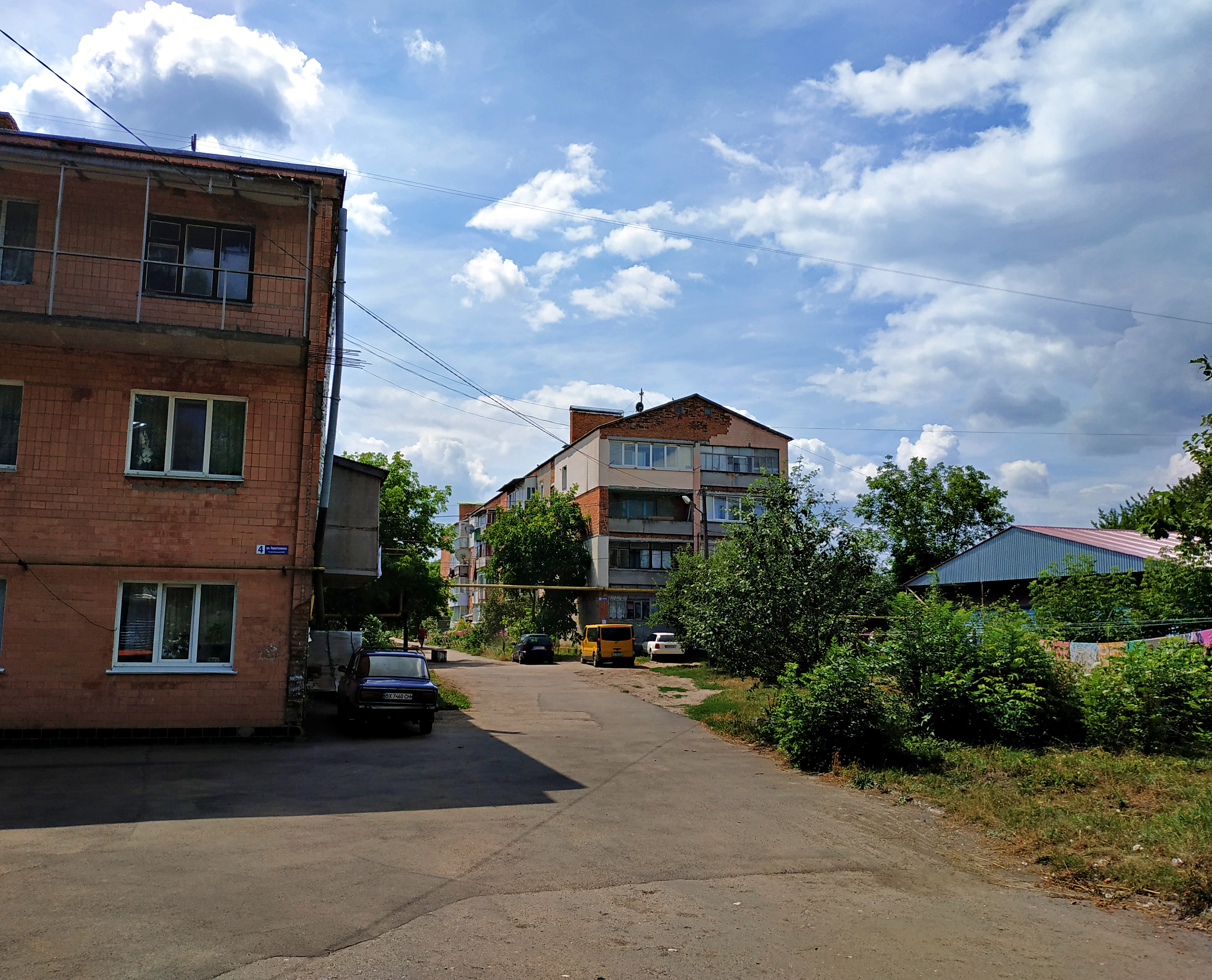
Житловий квартал в Богданівцях
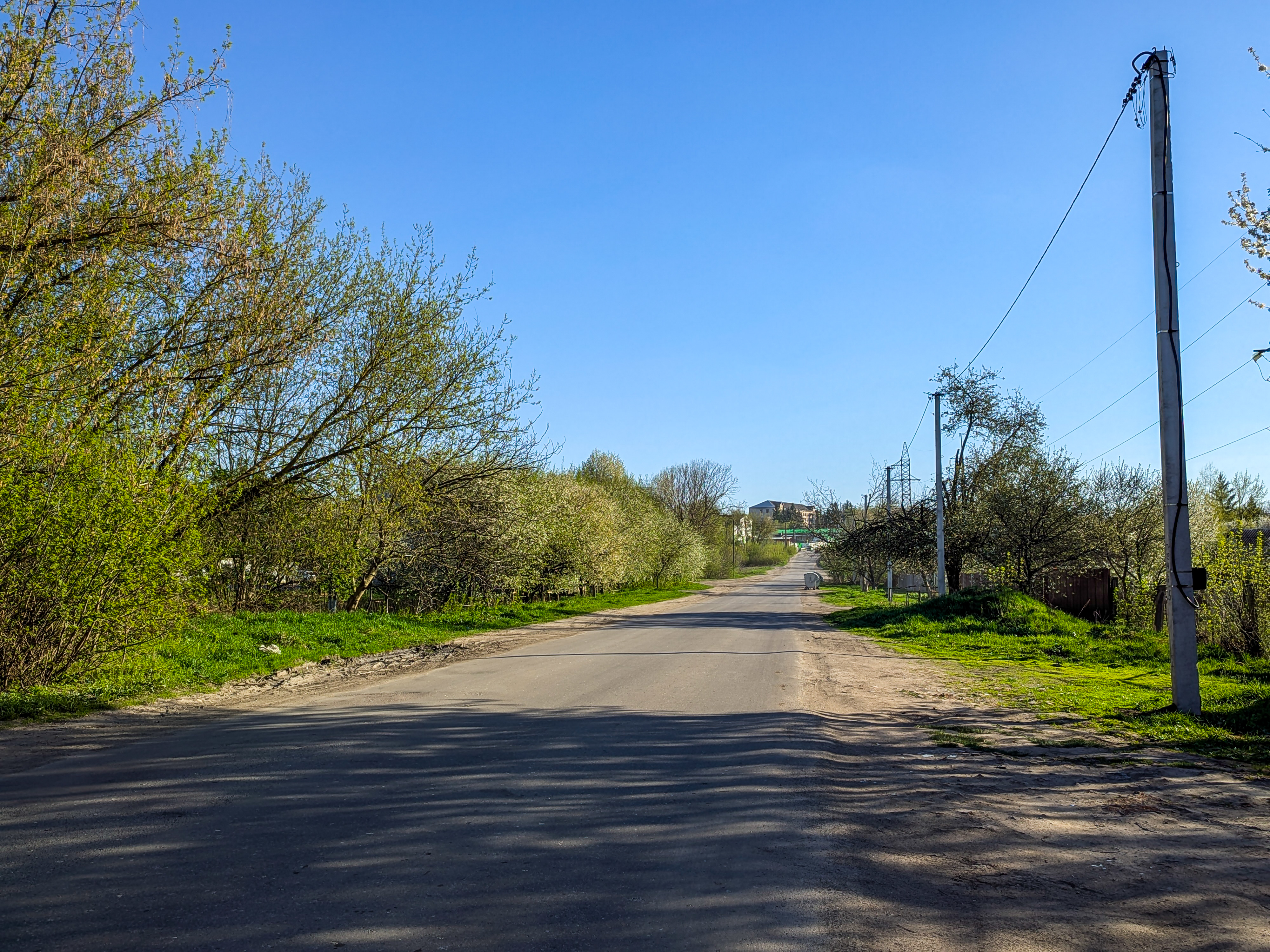
Вулиця Заводська
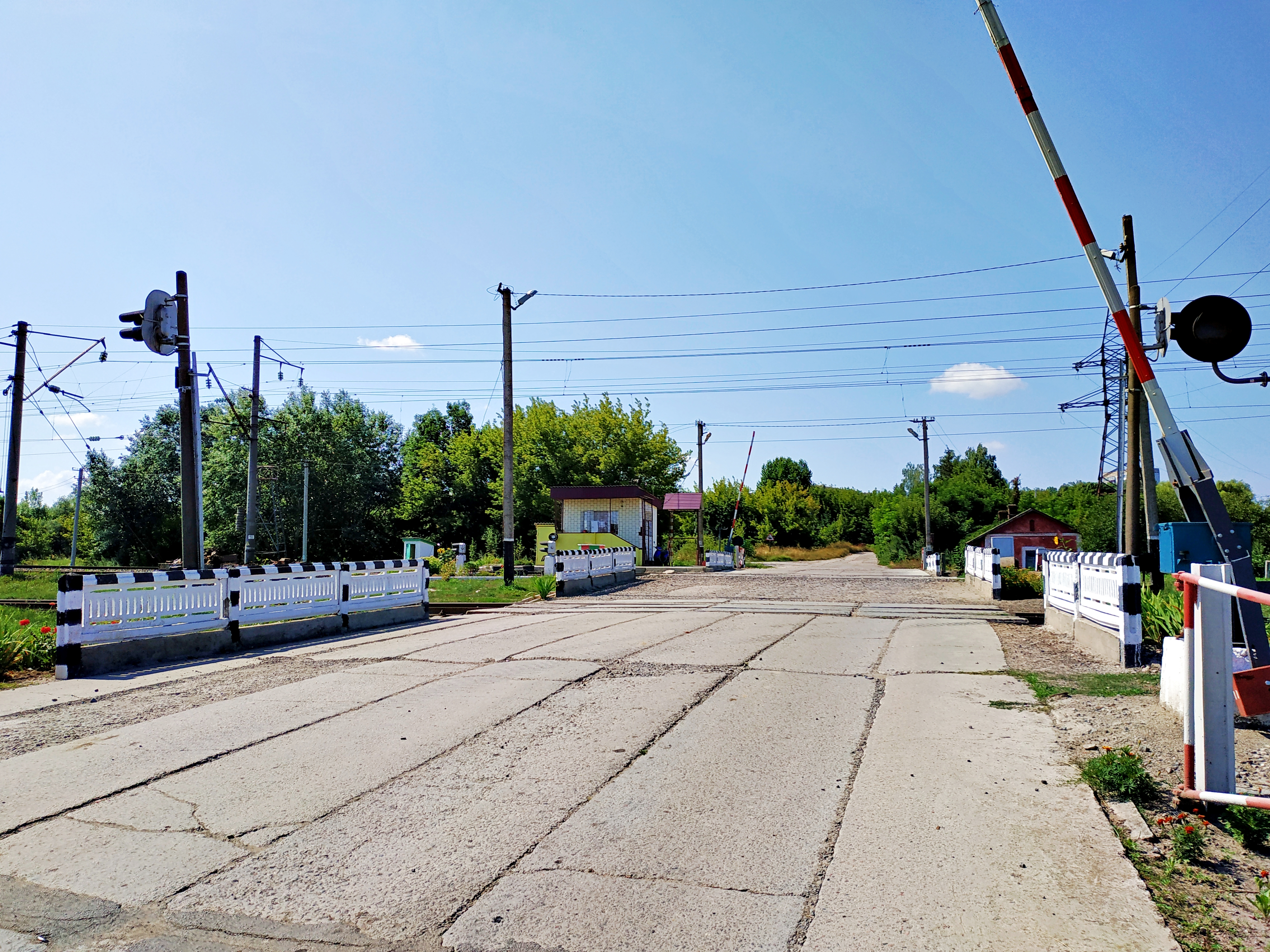
Залізничний переїзд у Богданівцях
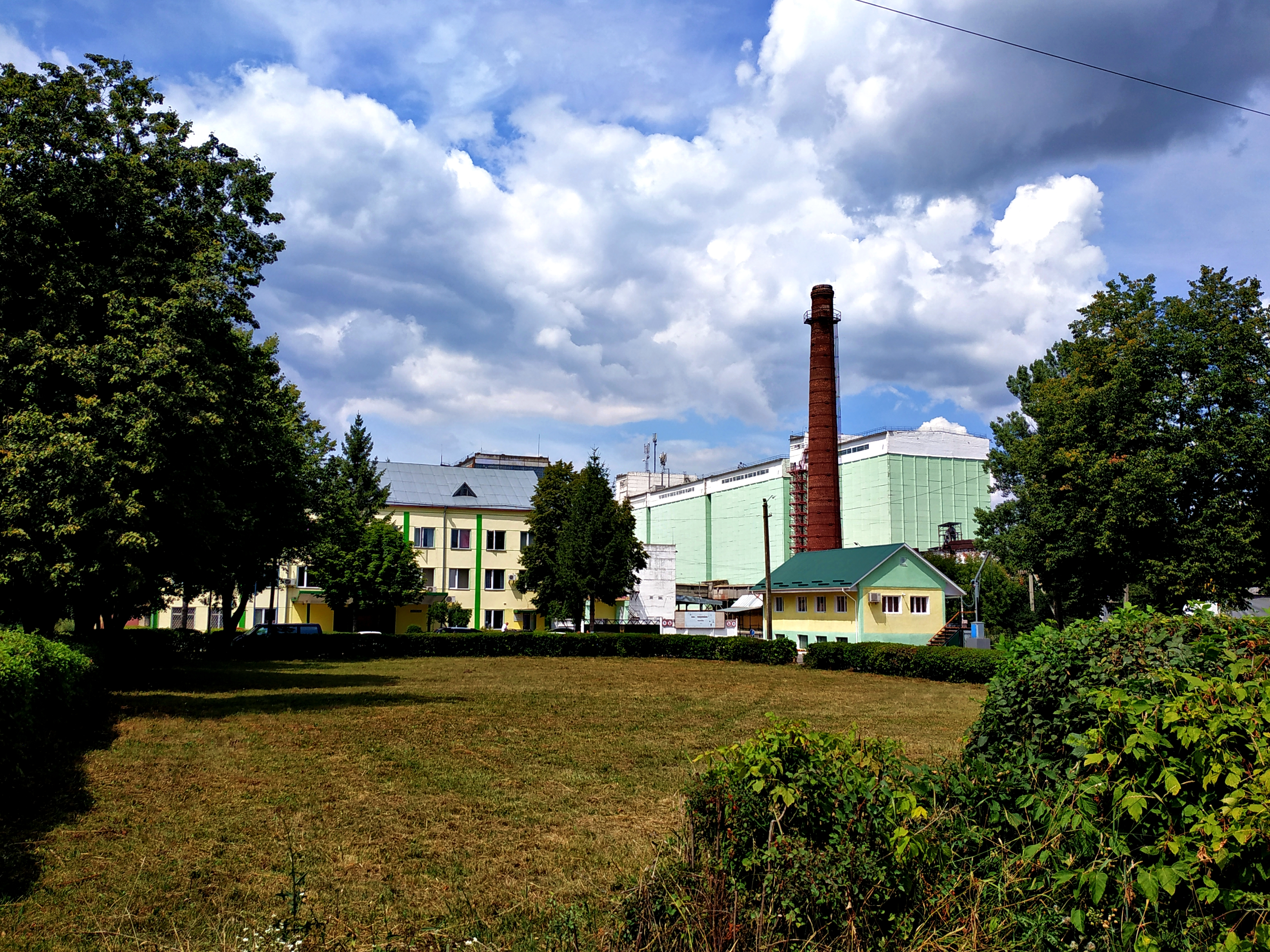
Богданівецький комбінат хлібопродуктів
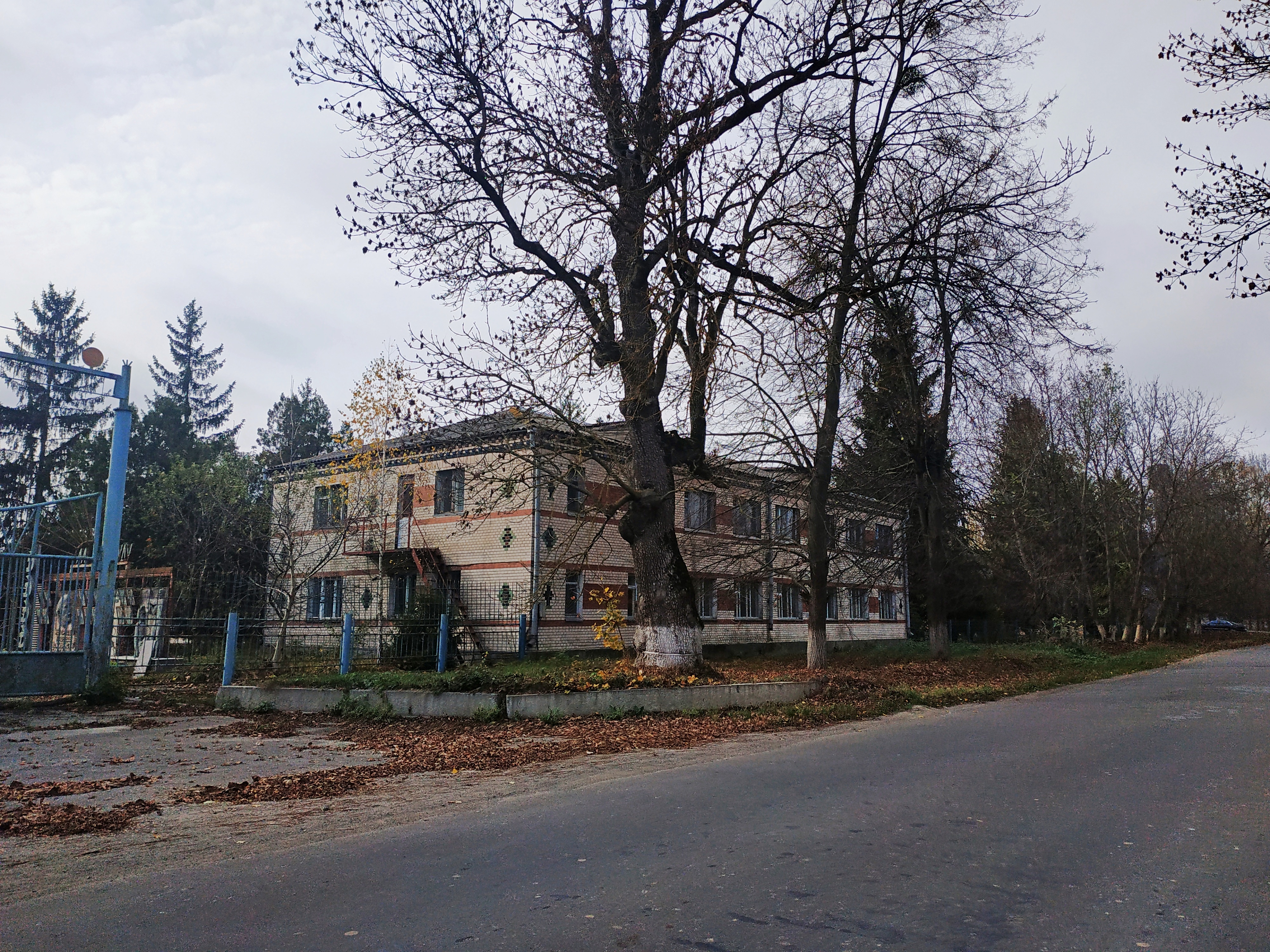
Підприємство в Богданівцях
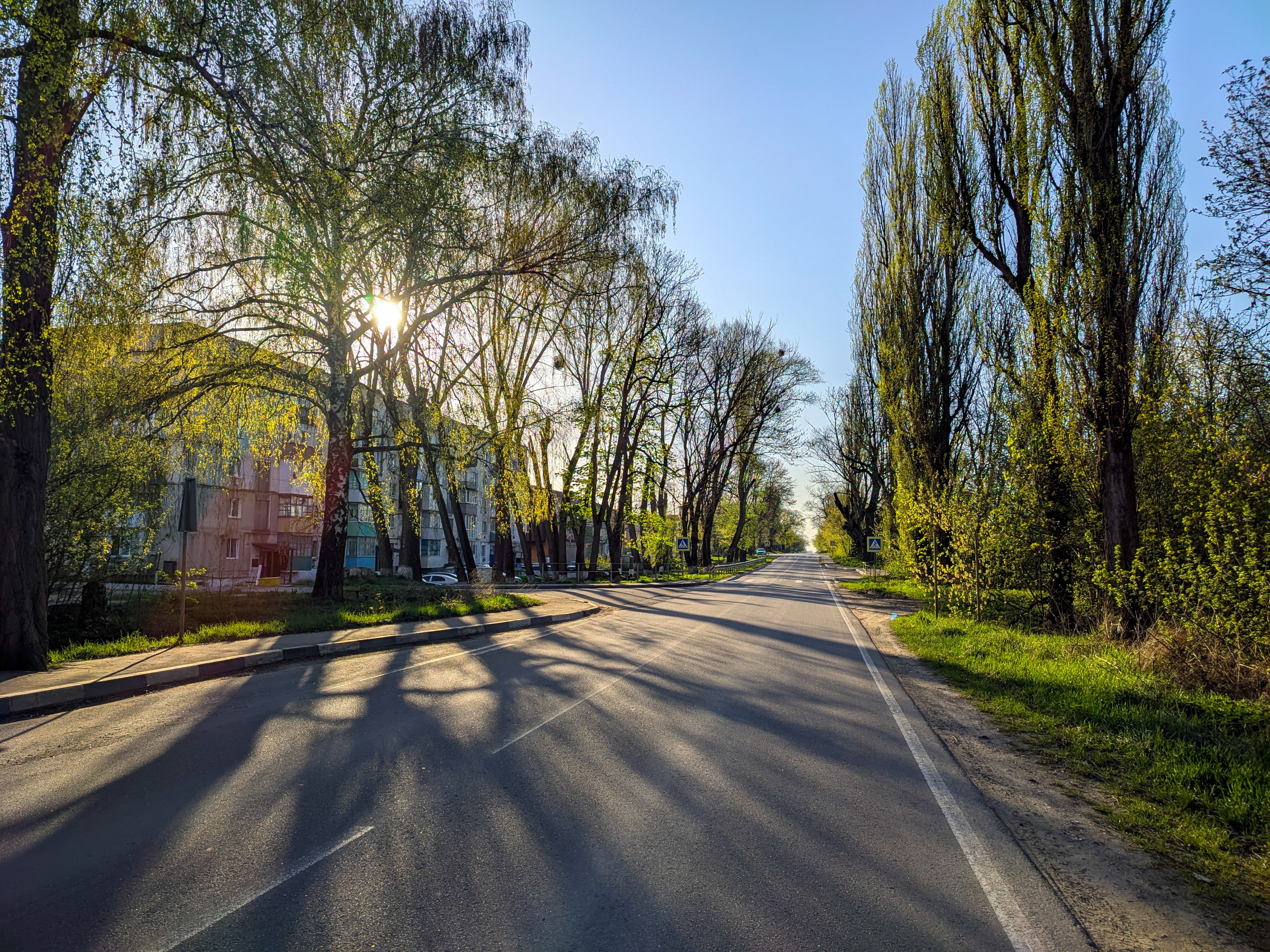
П'ятиповерхівки по вул. Травневій
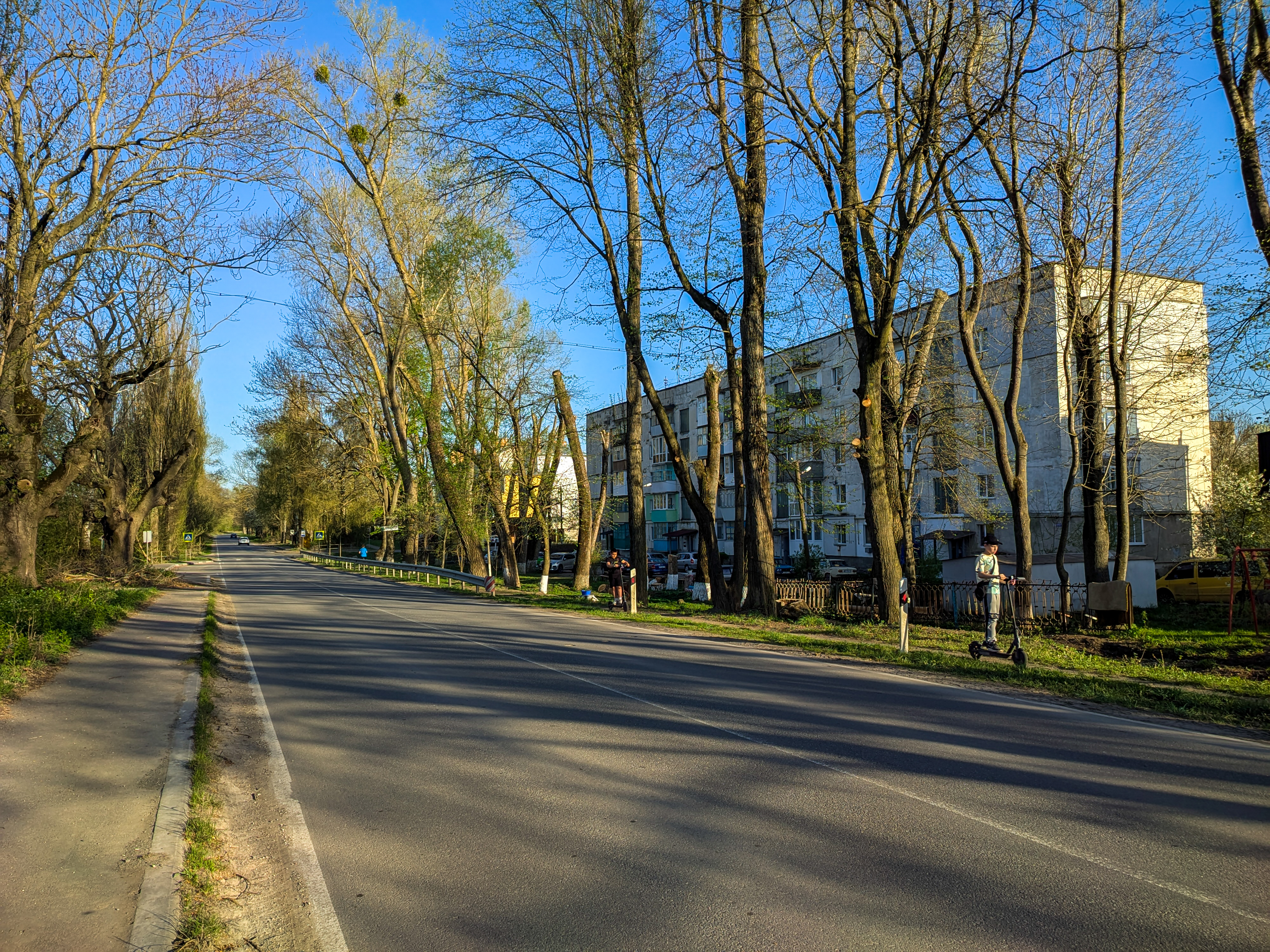
П'ятиповерхівки по вул. Травневій